# Hospital Regional de Azuero Anita Moreno
El Hospital Regional de Azuero Anita Moreno  es un centro sanitario de titularidad pública, administrado por el Ministerio de Salud de Panamá. Se ubica en la vía hacia Las Tablas en La Villa de Los Santos

## Historia
El primer hospital de la Villa de Los Santos y de toda la región se fundó en el año 1930, al lado de la iglesia San Juan Bautista de la cual tomaba su nombre. Tras la creación del ministerio de Salud se crea la región sanitaria de Azuero (Herrera y Los Santos) en el año 1969, creándose un sistema de sanidad integrado el cual se formalizaría en 1975 y perduraría hasta 1995. Es así que se funda el Hospital Regional de Azuero, como referente para la región.

## Centros Asistenciales

### Área General
Ubicada en el edificio principal, cuenta con las siguientes especialidades: Aparato Digestivo/Endoscopia, Bioquímica, Cardiología, Dermatología, Endocrinología, Hematología y Hemoterapia, Neumología, Neurología y Odontología.

### Hospital Psiquiátrico
Localizado en la parte posterior del centro, fue en su momento un referente nacional de la psiquiatría y el principal centro psiquiátrico de la región de Azuero.

## Actualidad
El centro médico se encuentra en proceso de expansión y construcción de nuevas instalaciones que tendrán una capacidad de internamiento de 257 camas, distribuidas de la siguiente manera: psiquiatría 120 y área general 136. Si bien el costo inicial del proyecto era de 59.5 millones de balboas, el costo actual es de 102.9 millones y se espera finalizarlo en 2019. La obra cuenta con un avance del 95% y se espera que beneficie a una población de 100 000 habitantes en Azuero. Se prevé un nivel de atención médica terciario o incluso cuaternario una vez finalizado.

## Ubicación
El hospital está ubicado en la vía Las Tablas, en el distrito de Los Santos en el corregimiento de El Ejido cerca de la Villa de Los Santos.